# Arue (comuna)
Arue é uma comuna da Polinésia Francesa, nas Ilhas de Barlavento, arquipélago da Sociedade. Estende-se por uma área de 16 km², com 9.458 habitantes, segundo os censos de 2007, com uma densidade de 591 hab/km².